# Hengzhou
Pour les articles homonymes, voir Heng.
Hengzhou (chinois simplifié : 横州市 ; chinois traditionnel : 橫州市 ; pinyin : Héngzhōu Shì ; Zhuang : Hwngzcouh Si), anciennement le xian de Heng (chinois simplifié : 横县 ; chinois traditionnel : 横縣 ; pinyin : Héng Xiàn ; Zhuang : Vang Yienh) est une ville-district de la région autonome Zhuang du Guangxi en Chine. Elle est placée sous la juridiction de la ville-préfecture de Nanning.

## Histoire
Le Conseil des affaires de l'État approuve la promotion du Xian de Heng le 3 février 2021 en ville. La ville porte désormais le nom de Hengzhou.

## Démographie
La population du district était de 863 001 habitants en 2010, dont 37.4 % de Zhuang, groupe ethnique principalement concentré dans cette région. Elle était de 1 048 049 habitants en 1999, ce qui montre une diminution de la population rurale.
La ville elle-même, c'est-à-dire la partie urbaine du district, étendue sur une superficie d'environ 20 km2, est cependant en forte croissance démographique. Elle compte en 2010 environ 350 000 habitants contre 180 000 habitants au début des années 2000. Une majorité de la population, environ 60 % comme première langue et 30 % comme seconde langue, parle le Pinghua.

## Administration
La ville est divisée en seize bourgs (镇) et un canton (乡) :
- Les quatorze bourgs originaux de Hengzhou (zh) (横州镇), Baihe (zh) (百合镇), Nayang (zh) (那阳镇), Nanxiang (zh) (南乡镇), Xinfu (zh) (新福镇), Liantang (zh) (莲塘镇), Pingma (zh) (平马镇), Luancheng (峦城镇), Liujing (zh) (六景镇), Shitang (zh) (石塘镇), Taowei (zh) (陶圩镇), Xiaoyi (zh) (校椅镇), Yunbiao (zh) (云表镇) et Maling (zh) (马岭镇), auquel s'ajoute les nouveaux bourgs de Mashan (zh) (马山镇) et Pinglang (zh) (平朗镇)[7],[8].
- Le canton de Zhenlong (zh) (镇龙乡).